# Inge II. (Schweden)
Inge II., Inge der Jüngere, war ein Sohn von Halsten und etwa von 1110 bis in die 1120er Jahre König von Schweden. Etwa von 1110 bis um 1118 soll er zusammen mit seinem Bruder Philipp regiert haben.
Inge der Jüngere war möglicherweise mit der Heiligen Ragnhild von Södertälje verheiratet, doch diese Information gibt es auch zu seinem Onkel Inge I. Wahrscheinlicher ist, dass er mit Ulvhild Håkonsdatter, der Tochter des norwegischen Stammesoberhauptes Håkon Finnson, vermählt war. Ulvhild war laut verschiedenen Quellen nach Inges Tod zuerst mit dem dänischen König Niels Svensson und später mit dem schwedischen König Sverker I. verheiratet.
Über Inges Regierungszeit ist recht wenig bekannt. Jedenfalls gab es in seiner Zeit sechs Bistümer in Schweden: Sigtuna, Skara, Eskilstuna, Västerås, Linköping und Strängnäs.
Möglicherweise verlor er 1111 Jämtland an Norwegen. Nach Inges Tod brach eine chaotische Zeit in Schweden aus, die von Norwegen und Dänemark ausgenutzt wurde. Zum Beispiel unternahm der norwegische König Sigurd I. einen Kreuzzug in die Gegend von Kalmar. Dabei sollen 1.500 Stück Vieh und andere Kostbarkeiten außer Landes geschafft worden sein. Es wird auch berichtet, dass der Feldzug mehrere heidnische Bewohner Smålands zum christlichen Glauben bekehrte.
Inge der Jüngere soll nicht im ganzen Reich beliebt gewesen sein, und so wählten die Volksstämme in Västergötland erst Ragnvald und dann Magnus den Starken zu ihrem Anführer. Es gibt Quellen, die berichten, dass Inge in Östergötland spätestens 1123 vergiftet wurde. Mit ihm starb Erik Segersälls Geschlecht im Mannesstamm aus, wenn nicht Ragnvald Knaphövde, der Mitte der 1120er Jahre starb, zu diesem Geschlecht gehörte.